# 日産人材開発センター
日産人材開発センター（にっさんじんざいかいはつせんたー）は日産自動車グループで社員教育を行う企業。

## 基本方針
HighTechnology & Humanity

## 教育内容
日産人材開発センターは講座を開設して日産グループの技術教育、教育企画、コンサルティングを行っている。大きく分けると、
- ものづくり教育（MATLAB/Simulinkを利用している）
- マネージメント教育
- 販売会社向けサービス教育

の3つが行われている。

## 設立目的
モノづくりを実践、推進しうる先進技術・技能を持った人材を育成すること。

## 研修体系
- 技術革新教育
  - LabView
  - シミュレーション
  - パワーエレクトロニクス
  - 車両通信
- 基盤技術教育（メカトロ科）
  - NC
  - シーケンス
  - モータ制御
  - モノづくり
  - ロボット
  - 機械製図　
  - 空気圧制御
  - 設備診断・計測技術
- 基盤技術教育（電気・電子科） 
  - マイコン　    　
  - 車両電装
  - 電気・電子
- 基盤技術教育（情報科） 　 　 　 
  - Access
  - CAD（DIPRO/MASTER）
  - Excel
  - ホームページ・画像処理
  - PowerPoint・ビデオ編集
  - システム開発言語
  - ネットワーク
  - パソコン操作一般・Word
- 現場管理教育
- 業務改善教育
- カスタマイズ研修